# Juan Santamaría
Pour les articles homonymes, voir Santamaria (homonymie).
Juan Santamaría, né le 29 août 1831 et mort le 11 avril 1856 , est reconnu officiellement comme le héros national de la République du Costa Rica en raison des événements vécus lors de la Campagne nationale du Costa Rica (1856-1857). Son héroïsme est célébré le 11 avril, jour férié au Costa Rica qui commémore la Bataille de Rivas au cours de laquelle il a été tué.

## Biographie
Juan Santamaría naquit dans la ville d'Alajuela, dans la province du même nom. Quand l'aventurier et mercenaire américain William Walker renverse le gouvernement du Nicaragua et tente de conquérir les autres nations d'Amérique centrale, y compris le Costa Rica, dans le but de créer un empire personnel et esclavagiste, le président du Costa Rica Juan Rafael Mora Porras appelle la population à prendre les armes et à marcher sur le Nicaragua pour lutter contre l'envahisseur étranger. Santamaría, un pauvre travailleur et enfant adultérin d'une mère esseulée, s'engage dans l'armée en tant que tambour. Les autres soldats le surnommèrent el erizo ("le hérisson") en raison de ses cheveux en épis.
Après avoir croisé un contingent de soldats de Walker à Santa Rosa, (province de Guanacaste), les troupes costariciennes continuèrent leur marche vers le nord et atteignirent la ville de Rivas, au Nicaragua, le 8 avril 1856. Les combats furent féroces mais les Costariciens ne réussirent pas à déloger les hommes de Walker d'une auberge près du centre-ville qui leur assurait une position dominante.
La légende raconte que, le 11 avril, le général costaricien José María Cañas (es) suggéra qu'un soldat s'avance vers l'auberge muni d'une torche pour y mettre le feu. Plusieurs soldats essayèrent et échouèrent, et finalement Santamaría se porta volontaire à la seule condition que, si jamais il venait à mourir, d'autres soldats prennent soin de sa mère. Il s'avança mais fut mortellement blessé par le feu ennemi. Cependant, juste avant de mourir, il parvint à mettre le feu à l'auberge, contribuant ainsi décisivement à la victoire de Rivas.
Ce récit est apparemment corroboré par la demande de pension d'État remplie en novembre 1857 par la mère de Santamaría, ainsi que par des documents gouvernementaux montrant que la pension était bel et bien versée. Plusieurs historiens, se sont cependant interrogés sur la véracité du récit, et si Santamaria mourut effectivement lors de cette bataille ou lors d'une autre. À une époque, à la fin du XIXe siècle, des intellectuels et politiciens Costariciens s'emparèrent du symbole que représentait Juan Santamaría pour défendre leurs idées nationalistes.
Juan Santamaría possède sa statue du sculpteur Aristide Onésime Croisysur la place centrale d'Alajuela, ainsi que son propre musée dans la même ville. Le principal aéroport international du Costa Rica porte son nom.